# Sigismundo do Sacro Império Romano-Germânico
Sigismundo (Nuremberg, 15 de fevereiro de 1368 – Znojmo, 9 de dezembro de 1437) foi o Imperador Romano-Germânico de 1433 até sua morte, além de Rei da Germânia, Hungria, Croácia e Boêmia e também Eleitor de Brandemburgo. Era filho do imperador Carlos IV e sua última esposa Isabel da Pomerânia.
Sigismundo era considerado um homem muito bem-educado, poliglota e extrovertido. Ele foi uma das forças motivadoras por de trás do Concílio de Constança que terminou o Grande Cisma do Ocidente, porém que também acabou levando às Guerras Hussitas que dominaram boa parte do seu período de vida.